# Metropolie Švédsko a Skandinávie
Metropolie Švédsko a Skandinávie je jedna z metropolií Konstantinopolského patriarchátu.

## Historie a současnost
Metropolie byla zřízena 12. srpna 1969. Součástí metropolie se stalo Švédsko, Norsko, Dánsko a Island. Švédsko, Norsko a Island byly před zřízením metropolie součástí archiepiskopie Thyateira a Dánsko metropolie Německo.
Roku 2019 se součástí metropolie staly tři misijní farnosti, které se nacházely v jurisdikci zrušeného exarchátu farností ruské tradice v Západní Evropě.
V současné době má 5 farností.

## Seznam metropolitů
- 1969–1974 Polyefktos (Finfinis)
- 1974–2014 Pavlos (Menevisoglou)
- od 2014 Kleopas (Strongylis)